# 天津市第二工人文化宫
天津市第二工人文化宫，简称二宫，位于中国天津市河东区富民路街道光华路。公园始建于1952年，占地24.1公顷，是一座综合性园林式工人文化宫。内有水域湖泊岛屿、健康跑道、400米足球场、室内篮球场、排球场、羽毛球场等。每年正月十五，二宫都会举办元宵节灯会。2022年，二宫公园实施了大规模改造，2023年，二宫被确定为全国首批标准化工人文化宫。

## 交通
- 天津地铁
  - 9号线中山门站
- 天津公交